# Liste des communes de La Réunion
Pour les autres listes de communes françaises, voir Listes des communes de France.
| - La Réunion. - Carte des communes de la Réunion. |

Cette page liste les 24 communes du département français de La Réunion au 1er janvier 2025.
Comparées aux communes de métropole, les communes réunionnaises ont des tailles relativement importantes et regroupent souvent plusieurs villages. La plus ancienne est Saint-Paul (La Réunion), fondée en 1663 tandis que la plus récente est Cilaos, créée en 1965, via un détachement de la commune de Saint-Louis (La Réunion).
Les communes sont regroupées en 5 communautés d'agglomération.

## Liste des communes
Le tableau suivant donne la liste des communes au 1er janvier 2025, en précisant leur code Insee, leur code postal principal, leur arrondissement, leur canton, leur intercommunalité, leur superficie, leur population et leur densité, d'après les chiffres de l'Insee issus du recensement 2022,.
| Nom                      | Code Insee | Code postal                         | Arrondissement | Canton                                                  | Intercommunalité                                   | Superficie (km2) | Population (dernière pop. légale) | Densité (hab./km2) | Modifier                                    |
| ------------------------ | ---------- | ----------------------------------- | -------------- | ------------------------------------------------------- | -------------------------------------------------- | ---------------- | --------------------------------- | ------------------ | ------------------------------------------- |
| Saint-Denis (préfecture) | 97411      | 97400 97417 97490                   | Saint-Denis    | Saint-Denis-1 Saint-Denis-2 Saint-Denis-3 Saint-Denis-4 | CA Communauté intercommunale du Nord de La Réunion | 142,79           | 156 149 (2022)                    | 1 094              | modifier les données · modifier les données |
| Les Avirons              | 97401      | 97425                               | Saint-Pierre   | L'Étang-Salé                                            | CA Communauté intercommunale des Villes solidaires | 26,27            | 11 445 (2022)                     | 436                | modifier les données · modifier les données |
| Bras-Panon               | 97402      | 97412                               | Saint-Benoît   | Saint-André-3                                           | CA Communauté intercommunale Réunion Est           | 88,55            | 13 131 (2022)                     | 148                | modifier les données · modifier les données |
| Cilaos                   | 97424      | 97413                               | Saint-Pierre   | Saint-Louis-2                                           | CA Communauté intercommunale des Villes solidaires | 84,40            | 5 215 (2022)                      | 62                 | modifier les données · modifier les données |
| Entre-Deux               | 97403      | 97414                               | Saint-Pierre   | Saint-Louis-2                                           | CA du Sud                                          | 66,83            | 7 115 (2022)                      | 106                | modifier les données · modifier les données |
| L'Étang-Salé             | 97404      | 97427                               | Saint-Pierre   | L'Étang-Salé                                            | CA Communauté intercommunale des Villes solidaires | 38,65            | 14 329 (2022)                     | 371                | modifier les données · modifier les données |
| Petite-Île               | 97405      | 97429                               | Saint-Pierre   | Saint-Pierre-3                                          | CA Communauté intercommunale des Villes solidaires | 33,93            | 12 920 (2022)                     | 381                | modifier les données · modifier les données |
| La Plaine-des-Palmistes  | 97406      | 97431                               | Saint-Benoît   | Saint-Benoît-1                                          | CA Communauté intercommunale Réunion Est           | 83,19            | 6 920 (2022)                      | 83                 | modifier les données · modifier les données |
| Le Port                  | 97407      | 97420                               | Saint-Paul     | Le Port                                                 | CA Territoire de la Côte Ouest                     | 16,62            | 33 670 (2022)                     | 2 026              | modifier les données · modifier les données |
| La Possession            | 97408      | 97419                               | Saint-Paul     | La Possession                                           | CA Territoire de la Côte Ouest                     | 118,35           | 36 390 (2022)                     | 307                | modifier les données · modifier les données |
| Saint-André              | 97409      | 97440                               | Saint-Benoît   | Saint-André-1 Saint-André-2 Saint-André-3               | CA Communauté intercommunale Réunion Est           | 53,07            | 57 546 (2022)                     | 1 084              | modifier les données · modifier les données |
| Saint-Benoît             | 97410      | 97437 97470                         | Saint-Benoît   | Saint-Benoît-1 Saint-Benoît-2                           | CA Communauté intercommunale Réunion Est           | 229,61           | 37 585 (2022)                     | 164                | modifier les données · modifier les données |
| Saint-Joseph             | 97412      | 97480                               | Saint-Pierre   | Saint-Joseph Saint-Pierre-3                             | CA du Sud                                          | 178,50           | 38 992 (2022)                     | 218                | modifier les données · modifier les données |
| Saint-Leu                | 97413      | 97416 97424 97436                   | Saint-Paul     | L'Étang-Salé Saint-Leu                                  | CA Territoire de la Côte Ouest                     | 118,37           | 35 597 (2022)                     | 301                | modifier les données · modifier les données |
| Saint-Louis              | 97414      | 97421 97450                         | Saint-Pierre   | Saint-Louis-1 Saint-Louis-2                             | CA Communauté intercommunale des Villes solidaires | 98,90            | 54 478 (2022)                     | 551                | modifier les données · modifier les données |
| Saint-Paul               | 97415      | 97411 97422 97423 97434 97435 97460 | Saint-Paul     | Saint-Paul-1 Saint-Paul-2 Saint-Paul-3                  | CA Territoire de la Côte Ouest                     | 241,28           | 106 220 (2022)                    | 440                | modifier les données · modifier les données |
| Saint-Philippe           | 97417      | 97442                               | Saint-Pierre   | Saint-Benoît-2                                          | CA du Sud                                          | 153,94           | 5 093 (2022)                      | 33                 | modifier les données · modifier les données |
| Saint-Pierre             | 97416      | 97410 97432                         | Saint-Pierre   | Saint-Pierre-1 Saint-Pierre-2 Saint-Pierre-3            | CA Communauté intercommunale des Villes solidaires | 95,99            | 85 254 (2022)                     | 888                | modifier les données · modifier les données |
| Sainte-Marie             | 97418      | 97438                               | Saint-Denis    | Sainte-Marie                                            | CA Communauté intercommunale du Nord de La Réunion | 87,21            | 35 584 (2022)                     | 408                | modifier les données · modifier les données |
| Sainte-Rose              | 97419      | 97439                               | Saint-Benoît   | Saint-Benoît-2                                          | CA Communauté intercommunale Réunion Est           | 177,60           | 6 450 (2022)                      | 36                 | modifier les données · modifier les données |
| Sainte-Suzanne           | 97420      | 97441                               | Saint-Denis    | Saint-André-1                                           | CA Communauté intercommunale du Nord de La Réunion | 57,84            | 24 855 (2022)                     | 430                | modifier les données · modifier les données |
| Salazie                  | 97421      | 97433                               | Saint-Benoît   | Saint-André-3                                           | CA Communauté intercommunale Réunion Est           | 103,82           | 7 333 (2022)                      | 71                 | modifier les données · modifier les données |
| Le Tampon                | 97422      | 97418 97430                         | Saint-Pierre   | Le Tampon-1 Le Tampon-2                                 | CA du Sud                                          | 165,43           | 81 964 (2022)                     | 495                | modifier les données · modifier les données |
| Les Trois-Bassins        | 97423      | 97426                               | Saint-Paul     | Saint-Leu                                               | CA Territoire de la Côte Ouest                     | 42,58            | 7 113 (2022)                      | 167                | modifier les données · modifier les données |
| La Réunion               | 04         |                                     |                |                                                         |                                                    | 2 503,70         | 881 348 (2022)                    | 352                | modifier les données                        |

## Intercommunalités
Toutes les communes de l'île sont membres d'une intercommunalité :
- Communauté intercommunale des Villes solidaires, communauté d'agglomération créée en 2002 ;
- Communauté intercommunale Réunion Est, communauté d'agglomération créée en 2002 ;
- Communauté intercommunale du Nord de La Réunion, communauté d'agglomération créée en 2001 ;
- Territoire de la Côte Ouest, communauté d'agglomération créée en 2002 ;
- Communauté d'agglomération du Sud, communauté de communes créée en 1997, devenue une communauté d'agglomération en 2010.